# جيني غان (كاتبة)
جيني غان (بالإنجليزية: Jeannie Gunn)‏‏ (5 يونيو 1870 في ملبورن - 9 يونيو 1961 ) عاملة اجتماعية، وكاتِبة، وروائية من أستراليا.

## الجوائز
- نيشان الامبراطورية البريطانية من رتبة ضابط

## روابط خارجية
- جيني غان على موقع IMDb (الإنجليزية)
- جيني غان على موقع الموسوعة البريطانية (الإنجليزية)
- جيني غان على موقع قاعدة بيانات الفيلم (الإنجليزية)